# 온도 (음악 그룹)
온도는 대한민국의 음악 그룹이다. 2023년 싱글 [초록들 (The Green)]로 데뷔했다.

## 방송
- 보컬플레이 2 (2019) - Top8(8위)
- 풍류대장 - 힙한 소리꾼들의 전쟁 (2021) - Top6(6위)
- MBC 강변가요제 뉴챌린지 (2022) - 장려상

## 음반
- 보컬플레이 : 캠퍼스 뮤직 올림피아드 [학교대표 연합전] PART 1 (2019)
- 풍류대장 - 힙한 소리꾼들의 전쟁 Episode.6 (2019)
- 풍류대장 - 힙한 소리꾼들의 전쟁 Episode.9 (2019)
- 풍류대장 - 힙한 소리꾼들의 전쟁 Episode.11 (2019)
- 2022 강변가요제 뉴챌린지 Top20 리메이크 (2022)
- 2022 강변가요제 뉴챌린지 Top12 (2022)
- 1st Single Album 초록들 (The Green) (2023)
- 2nd Single Album My Dear (2024)
- 1st EP Album SIMULATION (2024)

## 공연
- ‘풍류대장’ 전국투어 콘서트 (2021)
- 풍류대장 'Oriental Breeze, K-Vibe Fest’ (2022)
- 설문대여성문화센터 기획공연 「풍류대장 콘서트」 - 제주 (2023)
- 아리랑국제방송 <세계로 울리는 아리랑: Arirang To The World>
- 주인도대사관기획 <Korea Street Fair> 공연
- CJ아지트 광흥창 EP앨범 발매 기념 쇼케이스 [SIMULATION: SIMULACRE]
- 인천 수봉문화회관 기획 공연 ‘마음의 온도를 높이다’
- 세종문화회관 주최, 관악문화재단 주관 <누구나, 예술로> 공연 국악과 K-Pop의 만남 ‘온도’
- 양평문화회관 기획공연 별빛불빛 콘서트 in 양평 ‘사랑의 온도’
- 삼익아트홀 명가의 초대 기획 공연 '봄의 온도'